# Зимние Сурдлимпийские игры 1971
VII Всемирные зимние игры глухих прошли в Адельбодене, Швейцария. Игры проводились с 25 по 29 января 1971 года, участие в них приняли 92 спортсмена из 13 стран.

## Виды спорта
Программа VII Всемирных зимних игр глухих включала 2 спортивные дисциплины:
- Горнолыжный спорт
- Лыжные гонки

## Страны-участницы
В VII Всемирных зимних играх глухих приняли участие спортсмены из 13 государств:
- Австрия
- Италия
- Канада
- Норвегия
- Польша
- СССР
- США
- Финляндия
- Франция
- ФРГ
- Швейцария
- Швеция
- Югославия

## Медальный зачёт
Страна-хозяйка (Швейцария)
| Место  | Страна    | Золото | Серебро | Бронза | Всего |
| ------ | --------- | ------ | ------- | ------ | ----- |
| 1      | Швейцария | 2      | 5       | 3      | 10    |
| 2      | СССР      | 2      | 3       | 2      | 7     |
| 3      | США       | 2      | 0       | 2      | 4     |
| 4      | Норвегия  | 2      | 0       | 2      | 4     |
| 5      | Италия    | 2      | 0       | 0      | 2     |
| 6      | Финляндия | 1      | 2       | 0      | 3     |
| 7      | ФРГ       | 0      | 0       | 3      | 3     |
| Всего: | Всего:    | 11     | 11      | 10     | 32    |